# Potentilla demotica
Potentilla demotica är en rosväxtart som beskrevs av Barbara Jean Ertter. Potentilla demotica ingår i Fingerörtssläktet som ingår i familjen rosväxter. Inga underarter finns listade i Catalogue of Life.